# ケンタとジュンとカヨちゃんの国
『ケンタとジュンとカヨちゃんの国』は、2010年公開の大森立嗣監督・脚本による日本映画である。

## 概要
大森立嗣の監督第2作目となる、松田翔太 、高良健吾、安藤サクラ主演のロードムービー。キャッチコピーは「三人なら、生きられる」。
第60回ベルリン国際映画祭フォーラム部門正式招待作品、第10回東京フィルメックス特別招待作品。第19回あきた十文字映画祭でも上映。大森は2010年度日本映画監督協会新人賞を受賞。
関西限定企画として名前に「ケンタ」「ジュン」「カヨ」のつく名前の来場者の当日券を割引するキャンペーン「ケンタとジュンとカヨちゃん割引」も行われた。
初日は新宿ピカデリー、渋谷ユーロスペースほか25スクリーンでロードショー（以降順次公開）。ぴあ初日満足度ランキング（ぴあ映画生活調べ）では第8位となっている。

## ストーリー
児童養護施設育ちのケンタは工事現場で壁の破壊を行う“ハツリ”と呼ばれる仕事をしているが、低賃金で劣悪な労働環境に加え先輩の裕也からいじめられていた。裕也は、ケンタの兄のカズがかつて起こした幼女誘拐未遂事件を馬鹿にしたためにカズにケガを負わされ、その賠償金としてケンタから金を巻き上げていた。ケンタは、世の中には自分の人生を自分で決められる人間と、自分で決めることのできない人間がいて、自分は後者であるということを悟る。
そんな生活に絶望したケンタは、施設で兄弟のように育ったジュンとともに逃げ出すことを決意し、裕也への復讐として彼の車を破壊し彼が密売していた麻薬を全て捨てる。その様子を見ていたジュンの同棲相手カヨを連れ、カズが服役している網走刑務所へと向かうケンタとジュン。道中で振り返った人生はロクでもないものだったが、それでも2人はカズと会うことで今までにない道が開けると信じていた。
しかし面会したカズはケンタの言葉にも全く反応せず立ち去ってしまう。失望する3人の前に裕也が現れ彼らを殺そうとするが、自暴自棄になったケンタは彼をバイクで撥ねさらに無関係な若者を襲うなど暴走。ジュンはケンタを止めるため裕也から奪った銃を発砲してしまう。夜明け、カヨを一人残し浜辺に辿り着いたケンタとジュンは海の中へ進んでいった。

## キャスト
- ケンタ - 松田翔太
- ジュン - 高良健吾
- カヨちゃん - 安藤サクラ
- カズ - 宮崎将
- 洋輔 - 柄本佑
- 洋輔の母 - 洞口依子
- ゆみか - 多部未華子
- スナックのママ - 美保純
- 三郎 - 山本政志
- 裕也 - 新井浩文
- 闘犬の男 - 小林薫
- 菊ちゃん - 柄本明

## スタッフ
- 監督・脚本 - 大森立嗣
- 企画 - 菊地美世志、田中正、孫家邦
- プロデューサー - 土井智生、吉村知己、中野朝子
- 音楽 - 大友良英
- 撮影 - 大塚亮
- 録音 - 加藤大和
- 編集 - 普嶋信一
- 美術 - 杉本亮
- 衣装 - 伊賀大介
- ヘアメイク - 徳田芳昌
- 装飾 - 渡辺大智
- 記録 - 杉田真一

## エンディングテーマ
- 『私たちの望むものは』
  - 作詞・作曲 - 岡林信康、歌 - 阿部芙蓉美
  - 2010年4月28日よりiTunes Storeで限定配信。